# Не зовсім пристойний
«Не зовсім пристойний» (англ. Not Quite Decent) — американська драма режисера Ірвінга Каммінгса 1929 року.

## У ролях
- Джун Колльє — Лінда Каннінгем
- Луїза Дрессер — Мамі Джарроу
- Аллан Лейн — Джеррі Коннор
- Марджорі Бібі — Мардж
- Оскар Апфель — Кенфілд
- Бен Г'юлетт — злодій
- Джек Кенні — інший злодій
- Пол Ніколсон — Ел Бергон